# Того
Того (фр. Togo), или званично Тоголешка Република (фр. République Togolaise), држава је у западној Африци. На југу излази 56 км дугом обалом на Гвинејски залив, део Атлантског океана, а граничи на западу са Ганом, на северу са Буркином Фасо и на истоку са Бенином. Једна је од најнеразвијенијих земаља и простире се на југ до Гвинејског залива, где се налази њен главни град Ломе. То је мала тропска земља, која покрива 56.785 square kilometres (22.000 square miles) и има популацију од приближно 8 милиона, и ширину мању од 115 km (71 mi) између Гане и њеног источног суседа Бенина.
Различите групе људи населиле су границе данашњег Тогоа између 11. и 16. века. Између 16. и 18. века, приобални регион је првенствено служио као европска испостава за трговину робљем, чиме је Того и околни регион добили назив „Обала робова“. Године 1884, Немачка је прогласила регион који укључује протекторат под називом Тоголанд. После Првог светског рата, власт над Тогом је пренета на Француску. Того је стекао независност од Француске 1960. године. Године 1967, Гнасингбе Ејадема је предводио успешан војни удар, након чега је постао председник антикомунистичке, једнопартијске државе. Године 1993, Ејадема се суочио са вишестраначким изборима поремећеним неправилностима и три пута је освојио председничку функцију. У време своје смрти, Ејадема је био „лидер са најдужим стажом у модерној афричкој историји“, пошто је био председник 38 година. Његов син Фор Гнасингбе је 2005. године изабран за председника.
Того је тропска, субсахарска држава чија економија углавном зависи од пољопривреде. Службени језик је француски, али се говоре и други језици, посебно они из породице Гбе. Удео од 47,8% становништва се придржава хришћанства, што га чини најзаступљенијом религијом у земљи. Того је члан Уједињених нација, Афричке уније, Организације исламске сарадње, Јужноатлантске зоне мира и сарадње, Франкофоније, Комонвелта и Економске заједнице западноафричких држава.

## Географија
Того садржи три копнена екорегиона: шуме источне Гвинеје, мозаик гвинејске шуме и саване и западносуданске саване. Обалу Тогоа карактеришу мочваре и мангрове. Земља је имала средњу оцену индекса интегритета шумског пејзажа 2019. од 5,88/10, што је сврстава на 92. место у свету од 172 земље.

### Положај
Државе са којима се Того граничи су: Буркина Фасо, Гана и Бенин. Површина државе износи 56.785 km². 
- Најсевернија тачка: тромеђа са Ганом и Буркином Фасо.
- Најисточнија тачка: неименована локација на граници са Бенином, близу ушћа реке Моно у Атлантски океан.
- Најјужнија тачка: на граници са Ганом и Атлантским океаном, близу главног града.
- Најзападнија тачка: тромеђа са Ганом и Буркином Фасо.

### Геологија и рељеф
Земља се простире у смеру север-југ у дужини од око 550 km, са ширином од 40 до 130 km. Због издуженог облика Того захвата више географских зона које се настављају из суседних земаља: на крајњем југу налази се обална низија са плитким лагунама, на северу и југу рељеф је раван или валовит (северну равницу покрива савана), док се у средишту и на крајњем северозападу терен издиже (највиша тачка Агој, 986 m)
- Највиши врх: Агој (986 m)
- Најнижа тачка: Атлантски океан (0 m)

### Воде
Воде заузимају око 4,2% површине. Највеће језеро је Тоголешко језеро. Најдужа река је Моно (467 km).

## Историја
О историји Тогоа пре додира са Европљанима мало је познато. У 18. веку обалу данашњег Тогоа контролисала је Данска, али крајем 19. века у великом таласу европске колонизације ово подручје је заузела Немачка. Немачки Того укључивао је и источни део данашње Гане. Након Првог светског рата колонију су поделиле Уједињено Краљевство којој је припао западни део и Француска која је добила исток са већином путне инфраструктуре коју су изградили Немци.
Кад су се 1950-их афричке земље почеле припремати за деколонизацију, поставило се питање судбине подељеног Тогоа. Британски Того се на плебисциту 1956. изјаснио за прикључење британској Златној обали и две колоније су створиле независну Гану. У француском делу је 1960. проглашен самостални Того. Године 1963. у државном удару је свргнут и убијен први председник Сулванус Олимпио, а 1967. у новом удару је на власт дошао начелник главног стожера оружаних снага, потпуковник (касније генерал) Етијен Ејадема.
Ејадема се комбинацијом клијентелизма и репресије одржао на власти све до смрти у фебруару 2005. по чему је рекордер међу афричким вођама. Године 1974. провео је африканизацију свих личних имена у земљи, променивши сопствено у Гнасингбе. Током 1970-их стање тогоанске привреде се побољшало захваљујући приходима од фосфата, али кад су почетком 80-их цене фосфата на светском тржишту пале Того је захватила дубока економска криза. Ејадема је успео преживети талас демократизације у Африци 1990-их и победити на изборима три пута које су међународни посматрачи разнолико оценили. На месту председника наследио га је син Фауре Гнасингбе.

## Становништво
Становништво Тогоа састоји се од око 20 етничких група. Две највеће су народ Ив који живи на југу и Кабје са севера. Ова два народа су у недавној тогоанског историји често била политички сукобљена (дугогодишњи председник Ејадема припадао је народу Кабје и многи су га оптуживали за фаворизовање северног дела земље). Језици Евеа и Кабјеа служе и за међусобно споразумевање мањих група. Француски је језик управе и вишег образовања.
Верски, више од половине становника припада домаћим религијама. Хришћана је нешто мање од 30%, а муслимана око 20%.

## Привреда
Тогоанска привреда темељи се на комерцијалној и некомерцијалној пољопривреди, рударству и трговини. Најважније извозне културе су памук, кафа и какао. Извозе се и фосфати.
БДП је за 2004. процењен на 1.600 УСД по становнику (мерено по ППП-у).